# Deporte en Bután

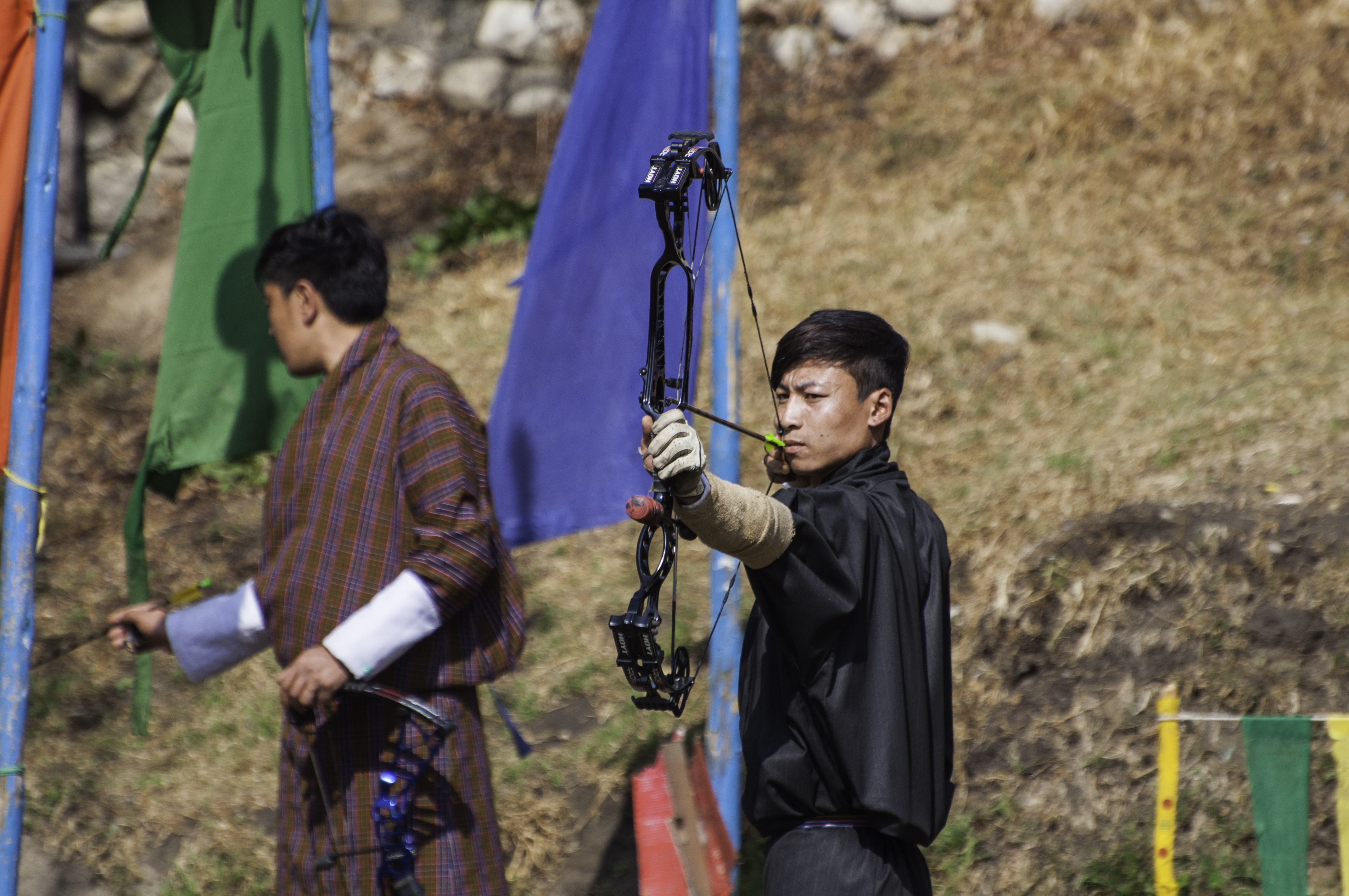
El tiro con arco es considerado el deporte nacional en Bután.

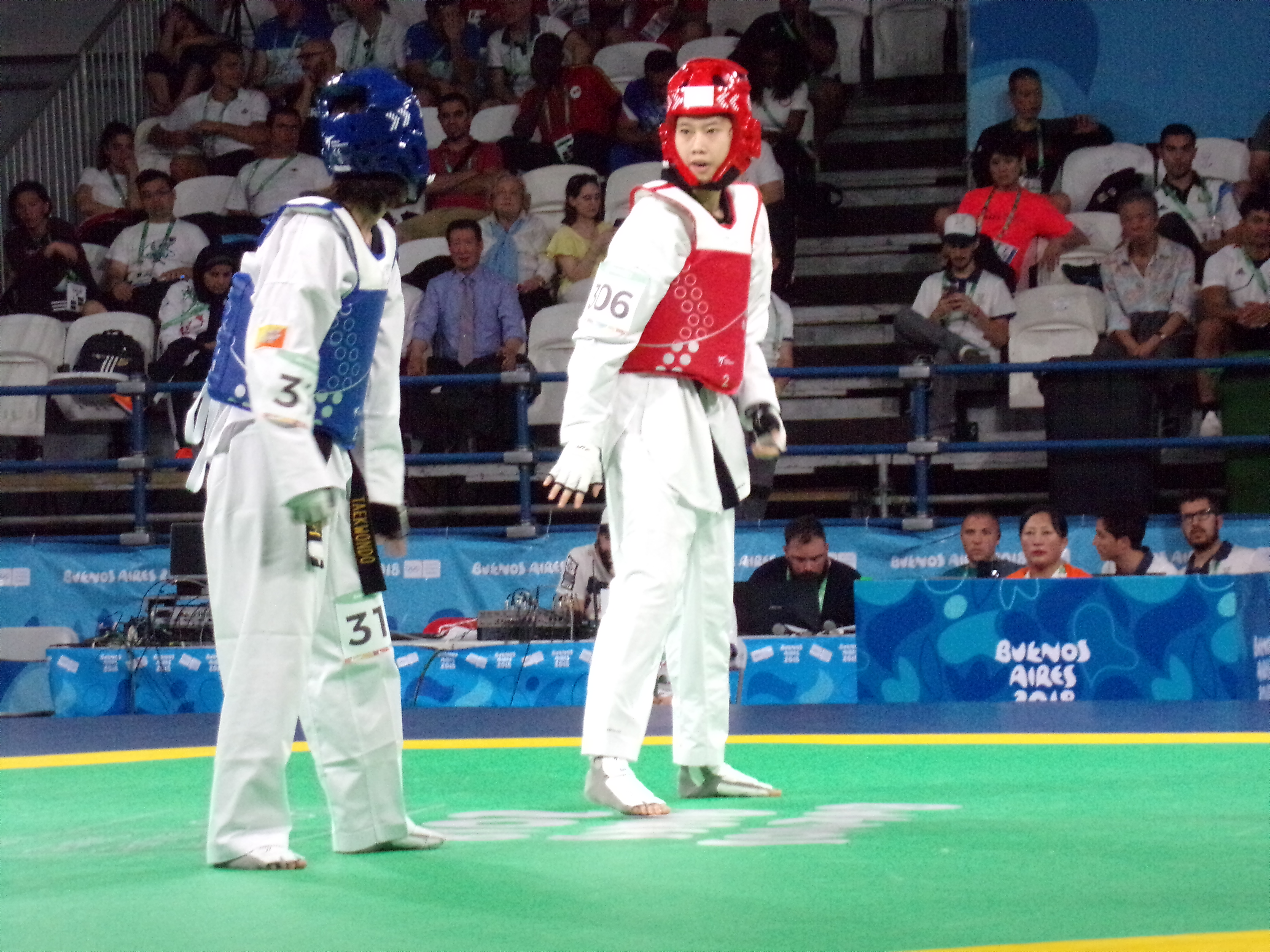
Combate de taekuondo entre las representantes de Bután y Vietnam en los Juegos Olímpicos de la Juventud de 2018.

El deporte en Bután se caracteriza por la diversidad entre actividades tradicionales y prácticas modernas de extensión internacional. El tiro con arco es el deporte más popular del país y sus torneos son organizados regularmente en multitud de aldeas. Otras prácticas típicas butanesas que implican puntería son el khuru, el soksom o el digor, mientras que actividades como el keshey o el langthab consisten en deportes de combate. Por otra parte, el reino ha participado en competiciones internacionales de deportes de popularidad creciente como el fútbol, baloncesto, críquet o el taekuondo.

## Deportes tradicionales

### Tiro con arco
El tiro con arco es el deporte nacional y más popular en Bután y está organizado dentro de la Federación de Tiro con Arco. El tiro con arco tradicional de Bután se diferencia de los estándares olímpicos en detalles técnicos como la ubicación de los objetivos; la distancia a la diana es de unos 130 metros. Los objetivos (llamados karay), relativamente pequeños, son de madera pintada con pigmentos brillantes, y por lo general miden alrededor de 91 cm de alto y 28 cm de ancho. Tradicionalmente, los arcos butaneses son de bambú; las flechas suelen ser de este material o de caña y presentan remates de plumas. El carcaj puede ser de madera, con una cubierta de piel de animal y una correa tejida.

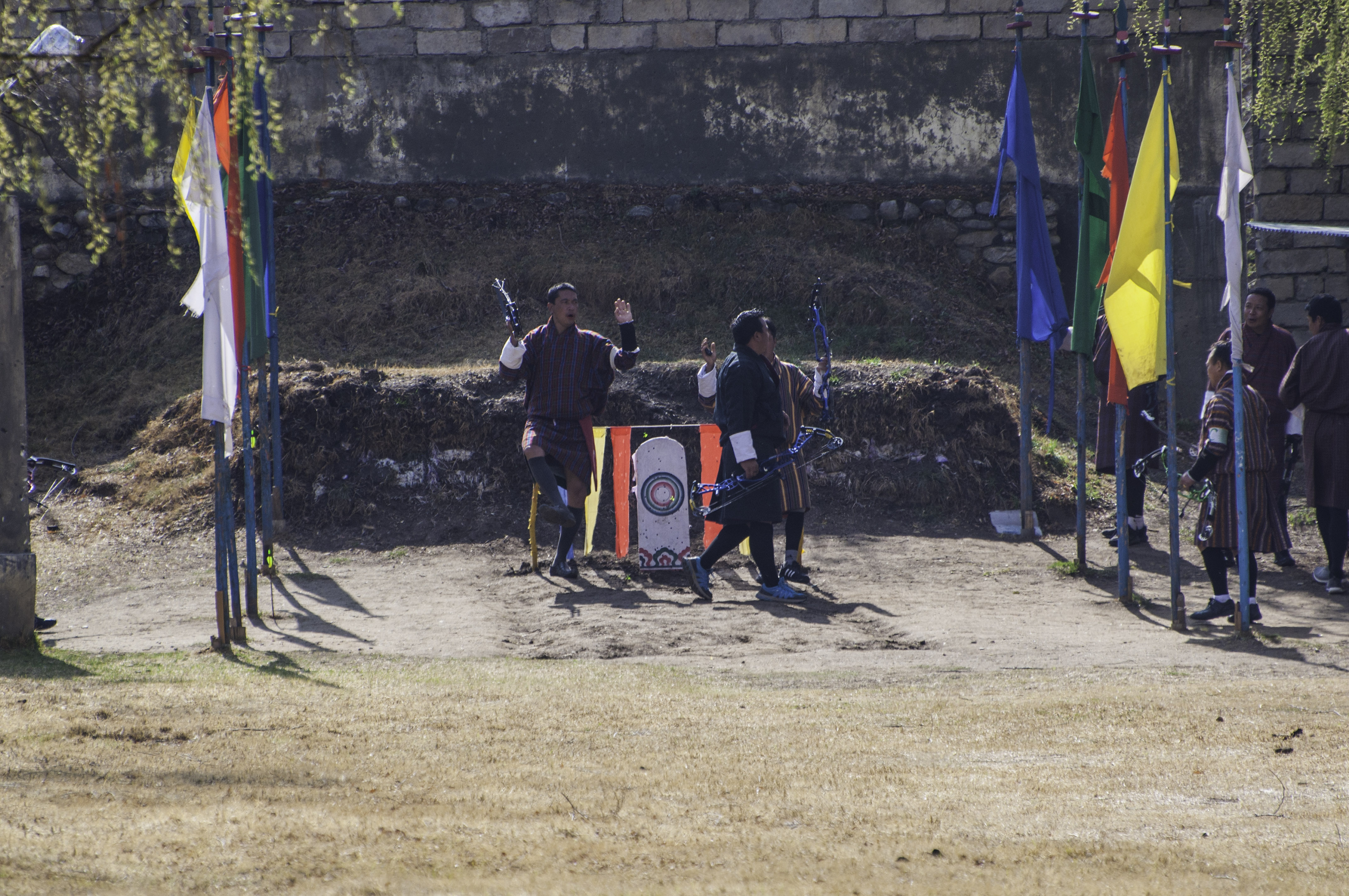
Celebraciones tras acertar el objetivo en una competición de tiro con arco en Paro.

Los equipos de tiro con arco de Bután ascienden a 13 jugadores; estos se turnan para disparar dos flechas a la vez, primero en una dirección y luego en la dirección opuesta. El primero en anotar 25 puntos gana: sin embargo, debido a que el sistema de puntuación es complicado, ganar puede llevar mucho tiempo. Por ejemplo, un segundo golpe de un oponente puede invalidar la puntuación del otro jugador. Además, la interacción social y festividades que vienen implícitas en torno al tiro con arco dan a las competiciones un ritmo lento. De este modo, en el pasado las partidas más tradicionales podían durar hasta un mes, aunque los encuentros modernos tienden a durar varios días.
El tiro con arco tradicional de Bután es un evento social y se organizan competiciones entre pueblos, ciudades y equipos de aficionados. Por lo general, hay mucha comida y bebida que se complementa con cantos y bailes. Los intentos de distraer a un oponente incluyen colocarse alrededor del objetivo y burlarse de la habilidad del tirador. La competencia de tiro con arco más notable del país es el torneo Yangphel.

#### Prácticas modernas
Cada vez más esta práctica se ha modernizado, incluso en los partidos tradicionales. Arcos compuestos, patrocinios corporativos, abundantes ganancias en efectivo y materiales, lesiones y muertes ocasionales se han convertido en características establecidas del tiro con arco. La popularidad de este deporte también ha planteado dudas sobre la susceptibilidad de Bután al dopaje, incluido el alcohol. También ha llamado la atención sobre el peligro en el deporte, especialmente para los espectadores, residentes y transeúntes cerca de los campos de tiro. Desde 2010, Bután ha celebrado el Torneo de Tiro con Arco Lyonchen Jigmi Y Thinley, fomentando el uso de arcos tradicionales y el desarrollo de equipos a nivel de gewogs.

### Khuru

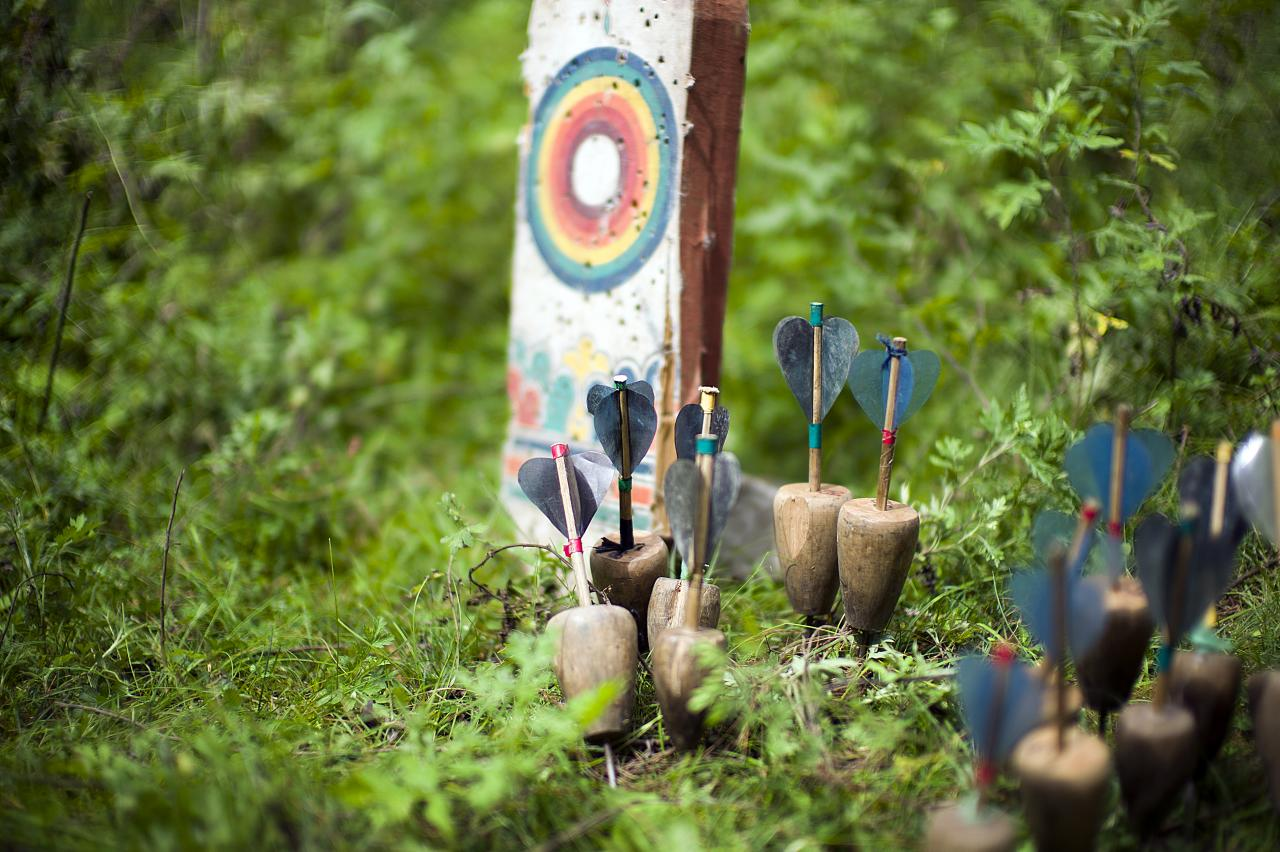
Dardos y una diana de khuru.

El khuru (dardos) es un deporte de equipo al aire libre popular, que a menudo se juega durante festivales y torneos de tiro con arco. La práctica consiste en lanzar dardos de madera pesados con un clavo de 10 centímetros a un objetivo de tamaño reducido de 10 a 20 metros de distancia.

### Digor
El digor es un juego que se asemeja al lanzamiento de peso, la herradura y la petanca. Se practica con un par de piedras planas esféricas que se lanzan a dos blancos (clavijas) fijados en el suelo a unos 20 metros de distancia. Se puede jugar uno a uno o en equipos de hasta siete jugadores. Pese a que el digor se juega en todo Bután, es más frecuentemente practicado por hombres en áreas rurales.

## Deportes internacionales

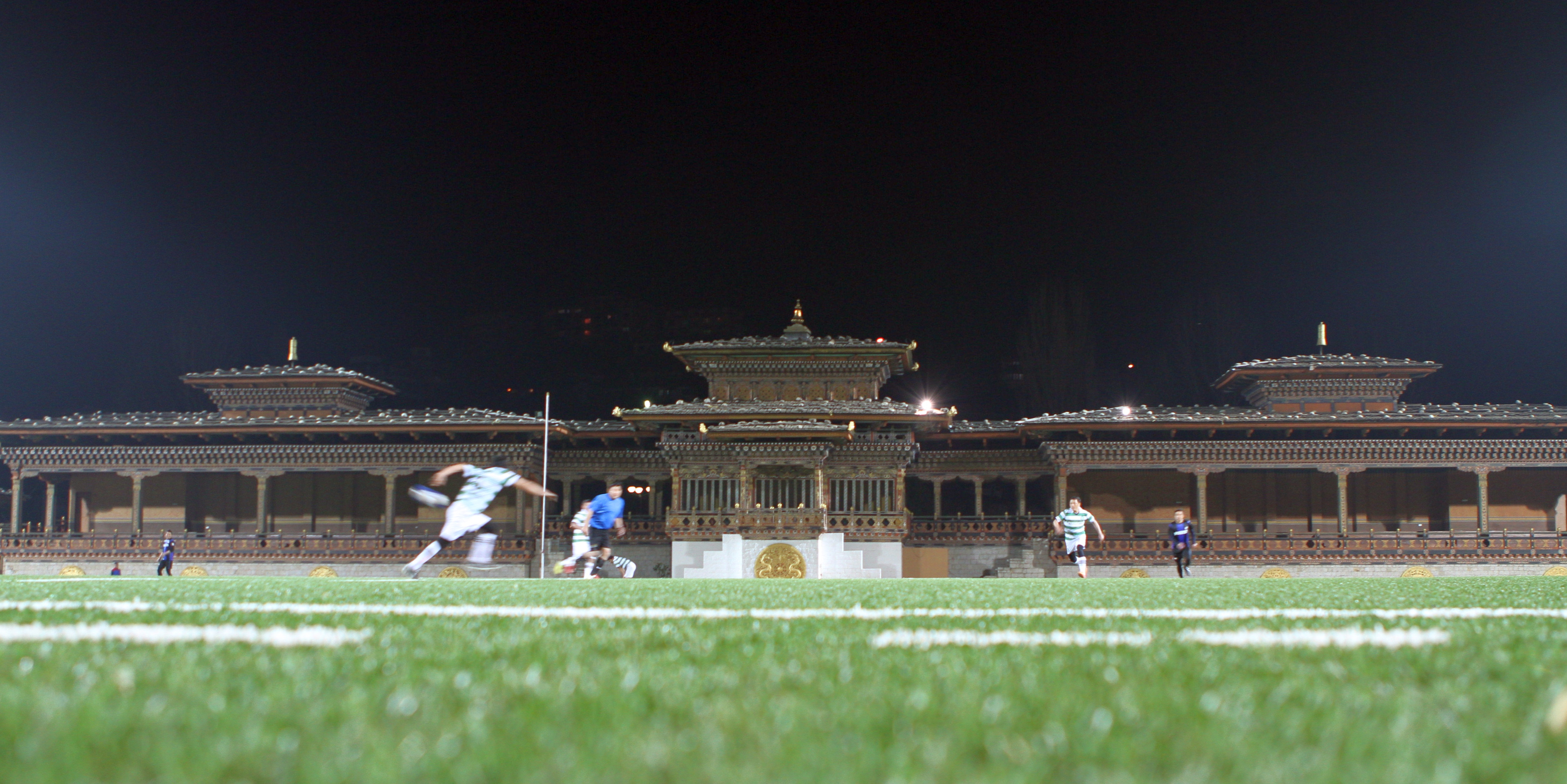
Un partido de fútbol en el estadio Changlimithang (Timbu).

Los deportes modernos que gozan de más seguimiento en Bután son el baloncesto, el fútbol y el fútbol sala. En cuanto a competiciones internacionales, el Comité Olímpico de Bután se formó en 1983 y fue reconocido por el COI el mismo año. Desde 1984, Bután ha desplegado arqueros masculinos y femeninos para competir en los Juegos Olímpicos de Verano. El país nunca ha competido en los Juegos Olímpicos de Invierno ni en los demás eventos de los juegos estivales; tampoco han ganado nunca una medalla olímpica.
El fútbol comenzó a ser popular tras su inclusión en el currículum deportivo en las escuelas a partir de 1950. Ante su rápida difusión, en la década de 1960 se creó la Asociación de Fútbol de Bután y comenzaron a organizarse torneos entre clubes a nivel nacional. En 1983, la Federación de Fútbol de Bután sustituyó a la institución anterior y reformó la estructura organizativa del fútbol en el país. Durante el mismo año también se fundó la Federación de Baloncesto de Bután; desde su creación, la selección nacional ha participado en torneos internacionales como los Juegos Asiáticos de Playa.